# Eugen Weber
Pour les articles homonymes, voir Weber.
Eugen Weber, né le 24 avril 1925 à Bucarest en Roumanie ; mort le 17 mai 2007 à Brentwood est un historien américain.

## Thèses principales
Professeur émérite à l'Université de Californie à Los Angeles, il s'est rendu célèbre par ses travaux sur la France aux XIXe et XXe siècles, notamment par son analyse de l'évolution du monde rural dans la Fin des terroirs. 
Sa perspective est que la paysannerie française serait entrée tardivement en politique, entre 1870 et 1914. La politique paysanne serait avant tout centrée sur les problèmes locaux, les difficultés matérielles. Le sociologue Bertrand Hervieu estime lui aussi que l'introduction du monde paysan dans la sphère politique se serait effectuée à ces mêmes dates, sous l'impulsion des élus de la Troisième République, surtout Gambetta, qui créa le premier ministère de l'agriculture. Il s'agissait de trouver un appui dans le monde rural à la République renaissante.
En ce sens, ils s'opposent, d'une part aux thèses de Georges Lefebvre et d'Albert Soboul, pour qui le moment fondateur de l'entrée en politique des paysans se situerait dès la Révolution française, d'autre part à celle de Maurice Agulhon, qui considère que c'est la Deuxième République (à partir de 1848) qui aurait permis l'« apprentissage » de la vie politique, et ce par l'intermédiaire du suffrage universel (masculin).
Eugen Weber est également l'auteur d'un ouvrage sur l'Action française, publié d'abord dans son pays en 1962 puis en France, pour la première fois, en 1964. Son livre fait autorité sur le sujet. L'historien Michel Winock affirme en 2024 que ce classique « demeure l'ouvrage de référence sur l'histoire de l'Action française » même si d'autres historiens l'ont complété par la suite et « reste un passage obligé pour toute étude sur l'extrême droite en France ».

## Publications

### En français
- L'Action française [« Action Française, Royalism and Reaction in Twentieth-Century France »] (trad. de l'anglais par Michel Chrestien), Paris, Hachette Littérature, coll. « Pluriel » (no 8542), 1985 (1re éd. 1964, Stock), 665 p. (ISBN 2-01-016210-2, présentation en ligne), [présentation en ligne], [présentation en ligne], [présentation en ligne], [présentation en ligne].
- La Fin des terroirs, 1983 (titre original Peasants Into Frenchmen: The Modernization of Rural France, 1880-1914) (1976).
- Fin de siècle : la France à la fin du XIXe siècle, Fayard, 1986, 384 p.
- Une histoire de l'Europe, Fayard, 1987, 876 p.
- Ma France, Mythes, culture, politique, Fayard, 1991, 482 p.[3]
- Satan Franc-Maçon : la mystification de Leo Taxil, 1964.
- La France des années 30 : Tourments et perplexités, Fayard, 1995, 432 p.
- Apocalypses et Millénarismes : prophéties, cultes et croyances millénaristes à travers les âges (trad. de l'anglais), Paris, Fayard, 1999, 330 p. (ISBN 2-213-60527-0)

### En anglais
- The Nationalist Revival in France, 1905-1914, 1959.
- Action Française: Royalism and Reaction in Twentieth Century France, 1962.
- Nationalism, Socialism and National-Socialism in France, pages 273-307 de French Historical Studies, Volume 2, 1962.
- Varieties of Fascism: Doctrines of Revolution in the Twenthieth Century, 1964.
- Codirection avec Hans Rogger ; The European Right: A Historical Profile, 1965.
- Pierre de Coubertin and the Introduction of Organized Sports in France, pages 3–26 de Journal of Contemporary History, Volume 5, 1970.
- Gymnastics and Sports in Fin-de-Siècle France: Opium of the Classes?, pages 70–98 de American Historical Review, Volume 76, 1971.
- A Modern History of Europe: Men, Cultures, and Societies from the Renaissance to the Present, 1971.
- Peasants Into Frenchmen: The Modernization of Rural France, 1880–1914, 1976.
- Comment la politique vint aux paysans: A Second Look at Peasant Politicization, pages 357-389 de American Historical Review, Volume 87, 1982.
- Reflections on the Jews in France de The Jews in Modern France, edited by Frances Malino and Bernard Wasserstein, 1985.
- France, Fin de siècle, 1986.
- My France: Politics, Culture, Myth, 1991.
- The Hollow Years: France in the 1930s, 1994.
- Apocalypses, 1999.